# Torneo Stevan Nešticki
El Torneo Stevan Nešticki es un torneo de fútbol para jugadores Sub-17 o Sub-18. Es tradicionalmente organizado por el FK Vojvodina en el campo de fútbol del Centro Deportivo Vujadin Boškov en Novi Sad, Serbia. Es un evento conmemorativo en honor al jugador del FK Vojvodina, trágicamente fallecido, Stevan Nešticki. Es una de las competiciones más fuertes en el sureste de Europa en categorías menores.

## Palmarés
| Año  | Campeón          | Subcampeón     | Tercer lugar | Cuarto lugar | Quinto lugar     | Sexto lugar      |
| ---- | ---------------- | -------------- | ------------ | ------------ | ---------------- | ---------------- |
| 2015 | Partizan         | Vojvodina      | Red Star     | Slavia Sofia | República Srpska | Puskás Academy   |
| 2014 | Red Star         | Puskás Academy | Partizan     | Macedonia    | Vojvodina        | República Srpska |
| 2013 | Puskás Academy   | Partizan       | Vojvodina    | Red Star     | Osijek           | República Srpska |
| 2012 | República Srpska | Partizan       | Vojvodina    | Red Star     | Vardar           | Osijek           |
| 2011 | Osijek           | Vojvodina      | Partizan     | Red Star     | República Srpska | Sarajevo         |

## Títulos por equipo
| Equipo           | Títulos | Subtítulos | Años títulos |
| ---------------- | ------- | ---------- | ------------ |
| Partizan         | 1       | 2          | 2015         |
| Puskás Akadémia  | 1       | 1          | 2013         |
| Red Star         | 1       | 0          | 2014         |
| República Srpska | 1       | 0          | 2012         |
| Osijek           | 1       | 0          | 2011         |
| Vojvodina        | 0       | 2          |              |